# ARIA The STATION Tricolore
『ARIA The STATION Tricolore』（アリア ザ ステーション トリコローレ）は、音泉・BEWEとアニメイトTVにて2007年4月5日から2008年3月27日まで毎週木曜日に配信されていたインターネットラジオ番組である。パーソナリティは葉月絵理乃と西村ちなみ。
『ARIA The STATION Neo VENEZIA INFORMALE』（ - ネオ・ヴェネツィア・インフォルマーレ）、『ARIA The STATION Due』（ - デュエ）に続く「ARIAラジオ」シリーズ3番組目。灯里とアリア社長のラジオ（ARIA The STATION Neo VENEZIA INFORMALE prossimo）も番組名を変えて引き継がれている。
その他、スペシャルで配信された『ARIA The STATION SPECIAL』（ - スペチャーレ）についてもここで触れる。

## パーソナリティ
- 葉月絵理乃（水無灯里役）
- 西村ちなみ（アリア・ポコテン役）

## 配信など
- 放送期間：2007年4月5日 - 2008年3月27日、4月24日、5月29日 - 7月10日（隔週）
- 配信局：音泉・BEWE、アニメイトTV…毎週木曜日（同一内容配信）
- 放送時間：30分から40分前後
- スポンサー：マッグガーデン（#1 - #51）、松竹（#40 - #51）、メディアファクトリー（#40 - #51）
  - COSPA（#1 - #39）

## 番組概要
- 「ARIAラジオ」シリーズ3番組目。2007年9月21日に発売されたOVA『ARIA The OVA 〜ARIETTA〜』および2008年1月7日からテレビ東京系で放映開始となるアニメ『ARIA The ORIGINATION』と連動して放送を進めていく。番組のインフォメーションではアニメの制作状況を伝えている。
- 「トリコローレ」はイタリアの国旗（緑・白・赤）を意味する。
- オープニング・エンディング、コーナージングルのBGMが前番組からリニューアルされた（それぞれ順に「AQUA -reprise-」「そして舟は行く」「サンタクロウスの空」）。
- 番組内では口にされていないものの、前々・前番組と変わらず収録は基本的に2本録り（番組紹介（一部顔写真なしの週もあり）の画像で大方判断できる（#1・2、#3・4、#5・6、#8・9、#10・11、#12・13…）ことから木曜日配信（つまり2本録りの2本目）の日に2本録りをしているものだとみられる）。
- 『Due』時代から引き続き、「チーム30」という30代の集まりで世代トークをする数あるアニラジでは貴重な番組の1つである。ただし、年齢が公表されていない（皆川純子）・ほとんど触れない（川上とも子など）ゲストが何人かいるため、広橋涼の回からほとんどそのような世代トークが出来ていない。2008年現在は『ARIA』で共演したメイン声優7人（西村含む）のうち20代である斎藤千和以外の6人がメンバーとなっている。
- #48（3月6日） 2008年3月いっぱいで番組終了することが発表された。
- #50（3月20日） 「TV最終回後の感想などを聞きたい」などの理由から4月24日（木）に「ARIA The STATION SPECIAL」（スペチャーレ(イタリア語)）として1回限りの復活が告知された。因みにリスナーの声を漏らさず聞きたいとのパーソナリティ2人の希望から、4月17日深夜0時までの投稿締め切りも告知された。
- さらに2008年5月29日～7月10日まで隔週木曜日に『ARIA The STATION SPECIAL』として全4回配信で一時復活。『ARIA The ORIGINATION ～蒼い惑星のエルシエロ～とアリラジCDクール4』発売に因んだもの。
- 2014年7月6日にニコニコ生放送『インターネットラジオステーション＜音泉＞10周年記念24時間生放送』内にて『ARIA The STATION』の名で動画配信された。出演は葉月絵理乃、西村ちなみ。

## スタッフ
- プロデューサー：やまけん
- ディレクター：日高殖充
- 構成作家：花崎圭司（通称：はなちゃん）
  - 『Due』に引き続き構成を担当。専用のマイク（はなちゃんマイク）はいったん無くなったが、リスナーの要望により第3回から復活。「ヴェネツィア発イタリア1周の旅」終了後は再びマイクが無くなっている。
- ラジオドラマ脚本家：藤咲あゆな（通称：あゆあゆ）
  - お茶好き
  - 「ウクレレでハッピーバースデー」では"もちもちぽんぽんず"としてマラカスを鳴らす
  - #40ではゲストとしてオープニングから登場
- どらくま
  - B型。

## コーナー
- ちなちなの「幼少の記憶」
  - リスナーのメールがコーナー化した。リスナーの子供の頃の一番古い記憶を紹介する。
- ARIAカンパニープレゼンツ ヴェネツィア発イタリア1周の旅
  - 前作で好評だったオープニングクイズコーナー。はなちゃんマイクとともに#3から復活した。
  - アリアカンパニーが厳選した街を紹介して、イタリア全般に関するクイズに答えながらスゴロクでイタリアを1周する。ヴェネツィアからスタートしてクイズに答えられればサイコロを振れる。
  - ＃35（2007年11月29日）で葉月が6を出して見事にゴールした。負けた西村は罰ゲームをすることになっており、その罰ゲームの案をリスナーから募集している。

出題された問題
| 放送回 | 問題 | 正解 | 正解者                           | 現在地                                | 現在地         |
| 放送回 | 問題 | 正解 | 正解者                           | 葉月                                  | 西村           |
| ------ | --- | --- | -------------------------------- | ------------------------------------- | -------------- |
| 3      | イタリアの今の通貨はユーロ、ではその前に使われていた通貨は? | リラ | なし                             | ヴェネツィア                          | ヴェネツィア   |
| 4      | ヴェネツィアの海には無数の杭が立っているがその杭は何のために立っている? | 海の道しるべ（船の通る道）                                                                                               | 西村                             | ヴェネツィア                          | ボローニャ     |
| 5      | ヴェネツィア最寄りの駅であるサンタルチア駅を終点とする有名な列車の名前は? | オリエント急行 | なし                             | ヴェネツィア                          | ボローニャ     |
| 6      | 名作映画「ローマの休日」でオードリー・ヘプバーン演じるアン王女がイタリアめぐりでジェラートを食べるシーンがあるが、その食べた場所は? | スペイン広場 | なし                             | ヴェネツィア                          | ボローニャ     |
| 7      | 現在、マンホームのイタリアのヴェネツィアには女性の水先案内人（ゴンドリエーレ）は存在する? | する | 葉月                             | ラヴェンナ                            | ボローニャ     |
| 8      | 引きちぎるという言葉が語源になっていると言われるイタリア特産のチーズの名前は? | モッツァレッラ | 葉月                             | ペスカーラ                            | ボローニャ     |
| 9      | イタリアにはジェラート、ティラ・ミ・ス、パンナ・コッタといったスイーツをイタリア語で何と言う? | ドルチェ | 両方                             | アンドリア                            | サンマリノ     |
| 10     | お土産として買えるカフェ・フロリアンのロゴの入ったものは? | エスプレッソカップ | なし                             | アンドリア                            | サンマリノ     |
| 11     | 「イタリア」を漢字で書くと? | 伊太利亜 | 西村                             | アンドリア                            | アルベロベッロ |
| 12     | アメリカ大陸を探検したと言われるコロンブスはアメリカを東アジアと思ったまま人生を終えた。その後、あるイタリア人の探検家によってアメリカが新大陸と判明したがその探険家の名前は?                                                                                              | アメリゴ・ヴェスプッチ                                                                                                   | なし                             | アンドリア                            | アルベロベッロ |
| 13     | ヴェネツィア共和国の国家元首は海と仲良くするある儀式を執り行っていた。その儀式で海に落とされたものは何? | 指輪 | なし                             | アンドリア                            | アルベロベッロ |
| 14     | ヴェネツィアにはマリア信仰が盛んで橋の袂や街の門など沢山のマリア像があるが、マリア様の祠（ほこら）はいくつあるか? 1.120ヶ所 2.220ヶ所 3.330ヶ所 | 3（330ヶ所） | 葉月                             | カタンツァーロ                        | アルベロベッロ |
| 15     | アリア社長の体重は何Kg? | 10kg | 両方                             | コゼンツァ                            | シラクーザ     |
| 16     | メールなどで使われる「@」はイタリアでは何と呼ばれる? | かたつむり | なし                             | コゼンツァ                            | シラクーザ     |
| 17     | イタリアの正式名称は一体何と言う? | イタリア共和国 | 両方                             | カプリ島                              | パレルモ       |
| 18     | イタリアでの選挙投票は国民の義務で「アメとムチ」があり、「ムチ」は投票しなかった人には名前を公開。では投票に関する「アメ」とは一体どういったもの? | 投票場までの交通費 | なし                             | カプリ島                              | パレルモ       |
| 19     | シェイクスピアの有名四大悲劇「ハムレット」「マクベス」「オセロ」「リア王」。この四大悲劇の中でイタリアにゆかりがある作品はどれ? | オセロ | 葉月                             | ナポリ                                | パレルモ       |
| 20     | 3つのブランドを古い順に並べよ 1.ブルガリ 2.プラダ 3.ヴェルサーチ | 1（1884年）→2（1913年）→3（1978年）                                                                                      | なし                             | ナポリ                                | パレルモ       |
| 21     | 〈おさらいクイズ〉南イタリアでトンガリ屋根が連なった家屋郡、トゥルッリで有名な街の名前はいったいどこ? | アルベロベッロ | 両方                             | ティヴォリ                            | ポジターノ     |
| 22     | 倉敷チボリ公園のマスコットキャラクターの名前（男の子と女の子）は何? | チボタン・チボリン | なし                             | ティヴォリ                            | ポジターノ     |
| 23     | 荒川静香の代名詞ともなったイナバウアーは1950年代に活躍したフィギュアスケート選手、イナ・バウアーに由来しているが、そのイナ・バウアーの出身国はどこ? | 西ドイツ | なし（ゲストの皆川純子だけ正解） | ティヴォリ                            | カプリ島       |
| 24     | イタリアの国花は何? | デイジー | 西村                             | ティヴォリ                            | カリアリ       |
| 25     | 当時イタリアで作られた西部劇一般のことを何と呼ばれているでしょうか? | マカロニウエスタン | 西村                             | ティヴォリ                            | タルクィニア   |
| 26     | イタリアの首都ローマと姉妹友好都市を結んだ最初の古い都市はどこ? | パリ | 葉月                             | サッサリ                              | タルクィニア   |
| 27     | ローマ帝国の流れを組む東ローマ帝国最後の皇帝は一体誰? | コンスタンティノス11世パレオロゴス                                                                                       | なし（とも蔵のみ正解）           | サッサリ                              | タルクィニア   |
| 28     | 4つのうち神戸ビエンナーレで行われないイベントはどれ? 1.建築・美術のプロがデザインする洋菓子の展覧会 2.美容師もアート他のジャンルとヘアスタイルの融合を試みる展覧会 3.芸術有名作家の書き下ろし台本に漫才師が挑む漫才シナリオ展 4.ホテルオークラそこで行われる音楽コンサート | 3（漫才ではなく落語） | 西村                             | サッサリ                              | エルバ島       |
| 29     | 惑星アクアと言えば火星で、かつて19世紀に火星観測で発見され火星人がいるのではないかという想像の根拠となったものがあったがその観測されたあるものとは何? | 運河 | 葉月                             | シエーナ                              | エルバ島       |
| 30     | 聖ルカ、聖マタイ、聖ヨハネのシンボルを挙げよ（1つだけで可） | ルカ…牛、マタイ…人（天使）、ヨハネ…鷲                                                                                    | 両方                             | ピサ                                  | ラ・スペツィア |
| 31     | スパゲティにはボンゴレ（あさりなどの2枚貝の意）など色々な名前があるが、ペスカトーレはどういう意味? | 漁師（魚介類が使われたらトマトベース、と漁師が売れ残ったお魚を使ってからトマトベースで作ってくれるのが起源とされている） | 両方                             | ジェノバ                              | マッターホルン |
| 32     | イタリアのピサの斜塔は東西南北どの方向に傾いている? | 南 | なし                             | ジェノバ                              | マッターホルン |
| 33     | イタリアの中部にグッビという街は毎年5月の中頃になると街の地区ごとにお神輿のようなものが担がれる。そのお神輿に乗せられている巨大なあるものとは一体何? | ろうそく（重さは約450kg）                                                                                                | 葉月                             | ベルガモ                              | マッターホルン |
| 34     | 16世紀に南アメリカから持ち込まれた、金のリンゴ呼ばれる食べ物とは一体何? | トマト（イタリア語では「ポモ（リンゴ）オーロ（金）」と言う）                                                             | 両方                             | ブレシア                              | ミラノ         |
| 35     | マルコ・ポーロが東洋のベニスと言った中国の都市の名前はどこ? | 蘇州 | 葉月                             | 葉月が見事6を出しヴェネツィアにゴール | ミラノ         |

- ARIA一問一答（#3（2007年4月19日）、#8（2007年5月24日）など）
  - ゲスト初出演時のみ行われるコーナー。2人からアリアに関する質問を出してそれにゲストが答える。
- ふつおた
  - 番組に送られてきたメールを紹介する。30代が昭和を懐かしむチーム30（サーティ）話もする。
- ピッコロフェリチタ（piccolo felicità） 小さなしあわせ
  - 毎回のテーマに沿って小さなしあわせエピソードを紹介する。
  - なおfelicitàは女性名詞なので、イタリア語として正しい形はpiccola felicitàである。
  - 各回のテーマ
    - 出会い（#3 - #6）
    - 休日（#7 - #11）
    - お天気（#12 - #15）
    - 先生・先輩（#16 - #18）
    - 子供の頃の自分の夢（#20 - #23）
    - 自分がヒーロー・ヒロインになった瞬間（#25 - #27）
    - あなたの変身願望（#29 - #31）
    - 助けられた話（#33 - #34）
    - サンタにまつわる話（#37）、クリスマスにまつわる思い出（#38）
    - 2008年の目標（#40 - #42）
    - 自分だけかもしれない寂しい気持ちのシチュエーション（#43 - #46）
    - 冬の楽しみ（#47 - #50）
    - アリラジのえりりん・ちなちなに一言（#51）
- 泣かぬなら泣かせてみようエリリリス
  - どんな感動的な洋画でも泣けない（邦画は泣ける）という葉月を泣かせるために感動的な洋画をリスナーが紹介する。
- おまけでアリア
  - #3（2007年4月19日）から提供読み終了後に20秒から2分ほど行われるおまけコーナー。無いこともある。
  - 主に2人のどちらかが素朴な質問をして回答、ミニトークをする（ゲストがいる場合は葉月か西村のどちらかが質問をする）。
- ウクレレでハッピーバースデー
  - 前番組から続いている月イチコーナー。月の最終週に行われる。
  - その月に誕生日を迎えるリスナーで祝福希望メールを出した人すべてをナチュレ30（葉月と西村のユニット名）がウクレレでお祝いする。
  - メールには誕生日・本名かラジオネーム・ふりがなを必須。採用漏れを防ぐため2007年4月19日配信分からメール締切日が設けられた。
  - 2006年7月までは「ハッピーバースデー」の歌でお祝いしていたが、コーナー開始から1年が経過した2007年8月にリニューアルされ、2人がそれぞれ作詞・作曲したオリジナルソングを隔月で交互に歌うことになった。

- 3月生まれ：3月23日24:00（終了）
- アウグーリ ボナノ!
  - 前番組からの年末恒例コーナー。2007年度は12月27日配信分（#39）で行われた。出演者、ゲスト、スタッフが使用した愛用品をイタリア語で10からカウントダウン（ディエッチ、ノーウェ、オット、セッテ、セイ、チンクレ、クワットロ、トレ（3）、デュエ（2）、ウーノ（1））していき、最後に「アウグーリ ボナノ!」と言ってみんなで投げるセットで1名にプレゼントされる（出品物は以下のリスト参照）。当選者は#40（2008年1月10日）で発表された。
    - 葉月…携帯ストラップについていたアリア社長の携帯クリーナー（少々薄汚れあり）
    - 西村…『鉄腕アトム』のタオル（兵庫県宝塚市にある手塚治虫の博物館で買ったもの）、ポストカード（『スタンドバイミー』など）
    - 大原…ニット帽（ゲストの大原はクローゼットの整理で出品、ちなみに去年は籾殻付きのマフラー）
    - 花崎…フクスケのビーサン携帯ストラップ、「ヴェネツィア1周の旅」で使ったサイコロ
    - 日高D…マー社長の時計（コスパ）

そして、藤咲がサインを入れた小説『ARIA 四季の風の贈り物』を#40で追加された。
- ARIA The STATION Neo VENEZIA INFORMALE appresso（アリア ザ ステーション ネオヴェネツィア インフォルマーレ アップレッソ）
  - 灯里とアリア社長とゲストでのコーナー。別名「灯里ちゃんのラジオ」（マンホーム終了前に「CMのあとは『灯里ちゃんのラジオ』をお聴きください」と葉月が言うため）。
  - appresso（アップレッソ）は「続く」と言う意味のイタリア語。
  - このコーナーだけは前番組同様、アクアにある「フトゥーロ・プリマ・スタジオ」から放送されている設定になっている。たまにスタジオを飛び出す場合もある。
  - ラジオドラマのように各話ごとにタイトルがつけられている（詳細は後述の各話タイトルを参照）。
  - ゲストがいる回はそのゲストが自身の役で登場する（第40回の脚本家の藤咲あゆなを除く）。

ARIA The STATION Neo VENEZIA INFORMALE appresso 各話タイトル
appressoで起こった出来事
- - #1 初回のみ綾音がサブタイトルを読み上げて登場、通り名を「気高き薔薇」と名乗った。彼女がアリア社長をゲストにトークを交えるといういわゆる「エイプリルフール」という名のドッキリが行われた。このコーナー中に西村が綾音とアリア社長の二役の演技に耐えられずに「もうダメです、限界です」と笑ってしまった。
  - #2 ネオヴェネツィアで評判のペット専門エステサロン「キラリー」でアリア社長がリフレッシュ。艶々でふさふさな毛並み、肉球もキラキラ・・・と思いきや引っ込んだ"もちもちぽんぽん"（お腹）はマッサージで寄せて上げただけですぐに戻ってしまった。
  - #3 オレンジプラネットのアリス・キャロルが「ARIA The STATION Neo VENEZIA INFORMALE」以来のゲスト出演。スタジオではなくサンマルコ広場で待ち合わせをしトークを交えたのはミドルスクールから寮に帰るまでのわずかな時間を利用したからである。学校帰りの中継ということでアリスが「『でっかい……』」の口癖を自分ルールで禁止したが、かえってトークのキレが鈍くなった。
  - #4 アリスが学校休みを利用して今度はスタジオで引き続きゲスト出演。アリスを笑わせる為に「アクア戦隊ダジャレンジャー」、「にらめっこしましょあっぷっぷれっそ」というコーナーを行った。
  - ＃5 ネオヴェネツィアの新たな観光名所、ヴァローレ劇場で歌劇「水の妖精」の主演女優アイラ・M・カラス（牧野由依。月刊「ウンディーネ」では「アリラ・M・カラス」となっている）に突撃インタビュー。しかし、インタビューをしていくうちに立場が逆になりアイラがインタビューする「側」となってしまった。
  - #6 フトゥーロ・プリマ・スタジオにアイラが登場。前の回で何も質問出来ずに終わった灯里は今回はゲストのアイラに質問をしていく。対決では『しっとりした歌』の勝負でアリア社長vsアイラが対決した結果、先攻の社長が歌い終わる前にダウンしてアイラの不戦勝となった。
  - #7 消えたシュークリームの犯人をアリア社長が探偵として探したが、犯人は社長であることが灯里に見抜かれてしまった。
  - #8 ゲスト登場回数通算6回のアテナ・グローリィが登場（「プロッシモ」［PROSSIMO］の初回から計算）。ぶっちぎりの最多保持者ということを称えて番組から名誉パーソナリティの称号を表彰された。
  - #9 アテナと一緒に3人でサンマルコ広場の一角に設けられたフリーマーケットでお手伝いを行った。
  - #10 某クイズ番組のタイトルパロディ、「クイズ$ミリアリア」としてリスナーが送ってくれたクイズ3問を灯里とアリア社長が挑む。最後の3問目（「ヴェネツィアの交通事情は特殊で市街への車の乗り入れが全面的に禁止（自動車、自転車など）であるが、例外的にヴェネツィアを走れる車が2つ。そのうち1つは車椅子、ではもう一つは?」〈答え：乳母車〉）で全問正解と思いきや、「うぱ車」とリスナーのタイピングミスにより何故か社長の解答は不正解になってしまった。しかも、全問正解の時の豪華商品を用意していなかったらしく、華麗にスルーしてエンディングBGMを流して終わらせた。
  - #11 アクアに一度も行ったことがないというリスナーの多数要望に応えて、灯里と社長がアリアカンパニーがどんな建物なのかを紹介した（アリシアは仕事で留守）。
  - #12 藍華・S・グランチェスタが登場。| [icon] | この節の加筆が望まれています。 |
  - #13 前回に続き今度はスタジオに藍華が登場。どれくらいお互いのことを理解しているかどうかをチェックするゲームを行い、リスナーが用意してくれた3つの質問に2人同時に答えるものだったが1問も一致しなかった。
  - #14 マンホームでも習慣がある七夕。灯里はどうしてもやりたかったという短冊に願いを書いて笹の葉に吊るした。
  - #15 暦の上でも夏真っ盛り、スタジオでは冷房が故障してしまうという大事件が勃発。室温は体温を軽く超えて2人は蒸し風呂状態。そこでスタッフが持ってきた扇風機、かき氷、風鈴で夏を乗り切った。
  - #16 夏が近づいてきたため海開きを迎えるディド島のビーチから現場取材。
  - #17 | [icon] | この節の加筆が望まれています。 |

## ゲスト
ゲスト出演時はオープニングの前にゲストのみがトークを行うミニコーナーが設けられているが、本編では基本的にその事には触れられていない。ここでのトークはアリアとはまったく関係のない内容であることがほとんどである。
2007年
- ＃3・4（4月19日・4月26日）広橋涼〔アリス・キャロル 役〕
  - ミニコーナー：広橋涼の妄想垂れ流し（#3）、広橋涼のやっちゃってごめんなさい（#4）
  - 2006年3月28日以来約1年ぶりに登場。
- ＃5・6（5月3日・5月10日）牧野由依〔アイラ・M・カラス 役〕（※アニメ1期～3期OPも担当）
  - ミニコーナー：牧野由依のミニミニユイユイ（#5・6）
  - 4月25日収録（牧野の公式サイトの日記より）。
  - 「ARIA The NATURAL」では茜役で第26話に登場している。
- ＃8・9（5月24日・5月31日配信分）川上とも子〔アテナ・グローリィ 役〕
  - ミニコーナー：アポロ計画（#8）、とも蔵スピードアップ作戦（#9）
- ＃12・13（6月21日・6月28日）斎藤千和〔藍華・S・グランチェスタ 役〕
  - ミニコーナー：ティッシュ The STATION ツヴァイ（#12・13。#12は第1823回、#13は第2862回という設定。「ティッシュ」は斎藤の愛犬の名前）
- ＃18・19（8月2日・8月9日）野島裕史〔出雲暁 役〕
  - ミニコーナー：暁のファイヤーファイヤーファイヤー 夏（#18・19）
- ＃22・23（8月30日・9月6日）皆川純子〔晃・E・フェラーリ 役〕
  - ミニコーナー：皆川純子のウェルカムトゥザジャングル（#22・23。#23は第53回という設定）
- ＃24・25（9月13日・9月20日） 広橋涼〔アリス・キャロル 役〕
  - ミニコーナー：こうきと一緒（＃24・25。「こうき」は広橋がファンであるKAT-TUNの田中聖のこと）
- ＃26・27（9月27日・10月4日）川上とも子〔アテナ・グローリィ 役〕
  - ミニコーナー：川上とも子のアポロ計画（＃26）、とも蔵のスピードアップ作戦（#27）
- ＃32・33（11月8日・11月15日）渡辺明乃〔アルバート・ピット（アル君） 役〕
  - ミニコーナー：渡辺明乃presents限定ですわちびらりラジオ（#32）、渡部明乃presents自分ラジオ居酒屋版（＃33）
- ＃36・37（12月6日・12月13日）野島裕史〔出雲暁 役〕
  - ミニコーナー：サラマンダー占い（#36・37）
  - ＃36の占い結果が「A型：風呂に入れ、B型：唐辛子（辛いものを）を食え、O型：走れ、AB型：でかい声を出せ」だったことから、オープニングではAB型の西村が大きい声で挨拶した。本編でゲストのミニコーナーに触れたのはこれが初めてである。
  - ＃37では「A：熱い鍋を食え B：歌え O：アリシアのことを考えろ AB：気合を入れろ」
- ＃38・39（12月20日・12月27日） 大原さやか〔アリシア・フローレンス 役〕
  - ミニコーナー：弟・崇から姉・さやかへのコメント（＃38/2:45、OPでは触れられなかった）

大原さやかの昨日今日明日も（＃39/2:09、1年ぶりに第3回目の放送）
アバンでは去年2級と3級を受けて無事合格した大原は「調子に乗って12月頭に京都検定の第1級をかなり勉強不足で受けに行ったが撃沈した」ことを話す。
本編では「2007年3大ニュース」で大原が第3位に「ウチの弟が大変ご迷惑をおかけいたしました」を挙げ、＃38で触れなかったアバンについてお詫びをしていた。
2008年
- ＃40（1月10日） 藤咲あゆな〔脚本家〕／第52回 あゆあゆの午後のティータイム（2:18）
  - ゲストのなんちゃってアリア社長と一緒に「おいしいお茶の入れ方について」についてレクチャー
  - 仕事始めの収録1発目、いつもスタジオにいるが、この回は始めからゲストとして登場
- ＃41・42（1月17日・1月24日） 牧野由依〔アイラ・M・カラス 役〕／牧野由依のミニミニユイユイ（＃41/1:36、＃42/2:15）
- ＃45・46（2月14日・2月21日） 広橋涼〔アリス・キャロル 役〕／広橋涼の物申す（＃45/1:10、＃46/1:29）

## 番組基本進行（タイムテーブル）
- アバンタイトル（ゲストがいない場合は省略）
- オープニング（マンホームから放送）
  - #3 - #35までは「トークARIAカンパニープレゼンツ ヴェネツィア発イタリア1周の旅」（オープニングクイズ）
- 提供クレジット読み（たまにダジャレ挿入あり）
  - CM
- フリートーク・おたより（マンホームから放送）
- ピッコロフェリチタ 小さなしあわせ（マンホームから放送）
  - CM
- ARIA The STATION Neo VENEZIA INFORMALE appresso（灯里ちゃんのラジオ《フトゥーロ・プリマ・スタジオから放送》）
  - CM
- エンディング（インフォメーション、メール募集告知）
  - 提供クレジット読み（たまにダジャレ挿入あり）
- おまけでアリア（約20秒から2分程度のおまけコーナー。行われない週もあり）

## ラジオCD
- ARIA The STATION Tricolore
  - クール1 - 2007年9月28日発売、#1 - #13を収録
  - クール2 - 2007年12月21日発売、#14 - #26を収録
  - クール3 - 2008年3月28日発売、#27 - #39を収録
  - クール4 - 2008年6月27日発売予定、#40 - #52を収録

※音泉などで放送された同番組をMP3音声データで収録したCD-ROMと、録り下ろしのオーディオCDの2枚組。